# Pendleton Herring
Pendleton Herring (* 27. Oktober 1903 in Baltimore; † 17. August 2004 in Princeton, New Jersey) war ein US-amerikanischer Politikwissenschaftler, der 1952/53 als Präsident der American Political Science Association (APSA) amtierte. Zu diesem Zeitpunkt war er Präsident des Social Science Research Council; eine Funktion, die er von 1948 bis 1968 innehatte.
Herring machte 1925 ein Bachelor-Examen mit dem Hauptfach Englische Literatur an der Johns Hopkins University und wurde dort 1928 zum Ph.D. in Politikwissenschaft promoviert. Danach ging er als Dozent an die Harvard University und blieb dort bis 1946, zuletzt als associate professor. Herring war Berater der US-Präsidenten Franklin D. Roosevelt und Harry S. Truman.
1949 wurde Herring in die American Academy of Arts and Sciences gewählt.

## Schriften (Auswahl)
- Group representation before Congress. Russell & Russell, New York 1967.
- Presidential leadership. The political relations of Congress and the chief executive. Farrar and Rinehart, New York 1940
- The politics of democracy. American parties in action. W.W. Norton & Co., New York 1940.
- Public administration and the public interest. McGraw-Hill Book Co., New York/London 1936.